# Siège de Sidon
Période intermédiaire post-Première croisade
Batailles
- Arsouf
- Mélitène
- Croisades de secours
- Ramla (1er)
- Ramla (2e)
- Tripoli
- Harran
- Artah
- Ramla (3e)
- Croisade norvégienne
- Sidon
- Champ du Sang
- Hab
- Azâz
- Ba'rin
- Shaizar
- Édesse

Le siège de Sidon voit, en 1110, la prise de la ville par les croisés.
Au cours de l'été 1110, une croisade norvégienne arrive en Syrie, avec à sa tête le roi Sigurd Ier. Le roi de Jérusalem Baudouin Ier lui demande son aide pour achever la conquête du littoral palestinien, en premier lieu le port de Sidon, toujours aux mains des Fatimides.
Le siège débute le 19 octobre, renforcé par l'arrivée d'une escadre vénitienne commandée par le doge Ordelafo Faliero. Le blocus du port empêche toute intervention venant d'Égypte, et Sidon se rend le 4 décembre. Baudouin la donne en fief à Eustache Garnier.